# Mitología lenca

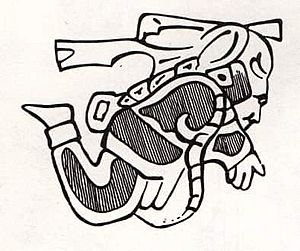
Figura conocida como "El dios volador", esta fue encontrada en una vasija.

La mitología Lenca es el conjunto de creencias religiosas y mitológicas del pueblo Lenca, de antes y después de la conquista de América.Los lencas han habitado lo que hoy comprende la zona centro y sureste de Honduras y noreste de El Salvador, creando diversos asentamientos, y durante la época precolombina desarrollaron una diversa mitología, no obstante poco ha logrado ser rescatada debido al olvido que este pueblo quedó durante la colonización y la adopción de la fe Católica.

## Mitos

### Creación del hombre

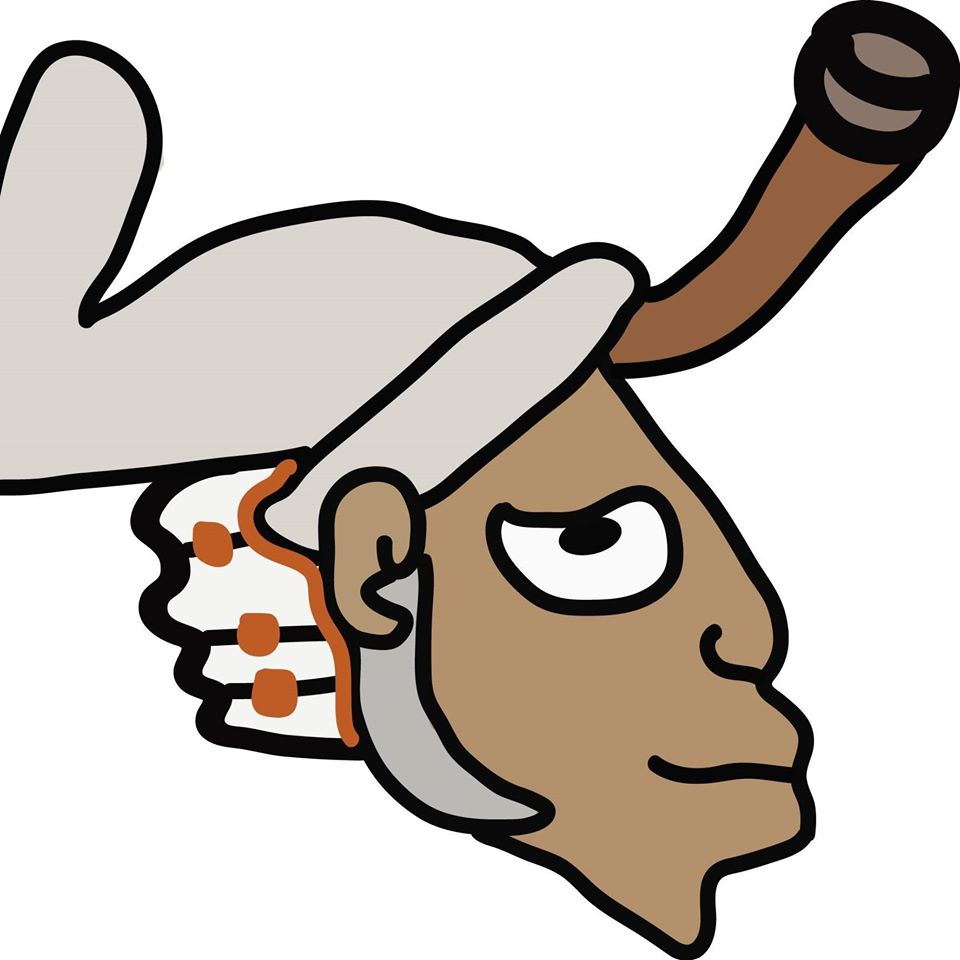
Glifo Lenca en representación de un Hombre, posiblemente un rey o cacique.

Acorde a la religión politeísta original Lenca la creación del hombre es gracias a una deidad de carácter femenino conocida como "Managuara", esta trajo consigo el polvo de los astros a la tierra, y al llegar ahí recogió los granos secos del maíz y el cacao, y en una piedra de moler y una olla de barro, moldeo una criatura distinta a las demás de la tierra creadas por los dioses, esta la doto de conciencia e inteligencia y así hizo al primer ser humano en el lugar  llamado "Ti Ketau Antawinikil". Tiempo después esta deidad creó otro humano conocido como "Ti wanatuku", que nació de un huevo, el cual fue encubado en un nido de pájaros sobre la cabeza del primer ser humano. Ambos son considerados los ancestros de los humanos modernos.

### Cacalote

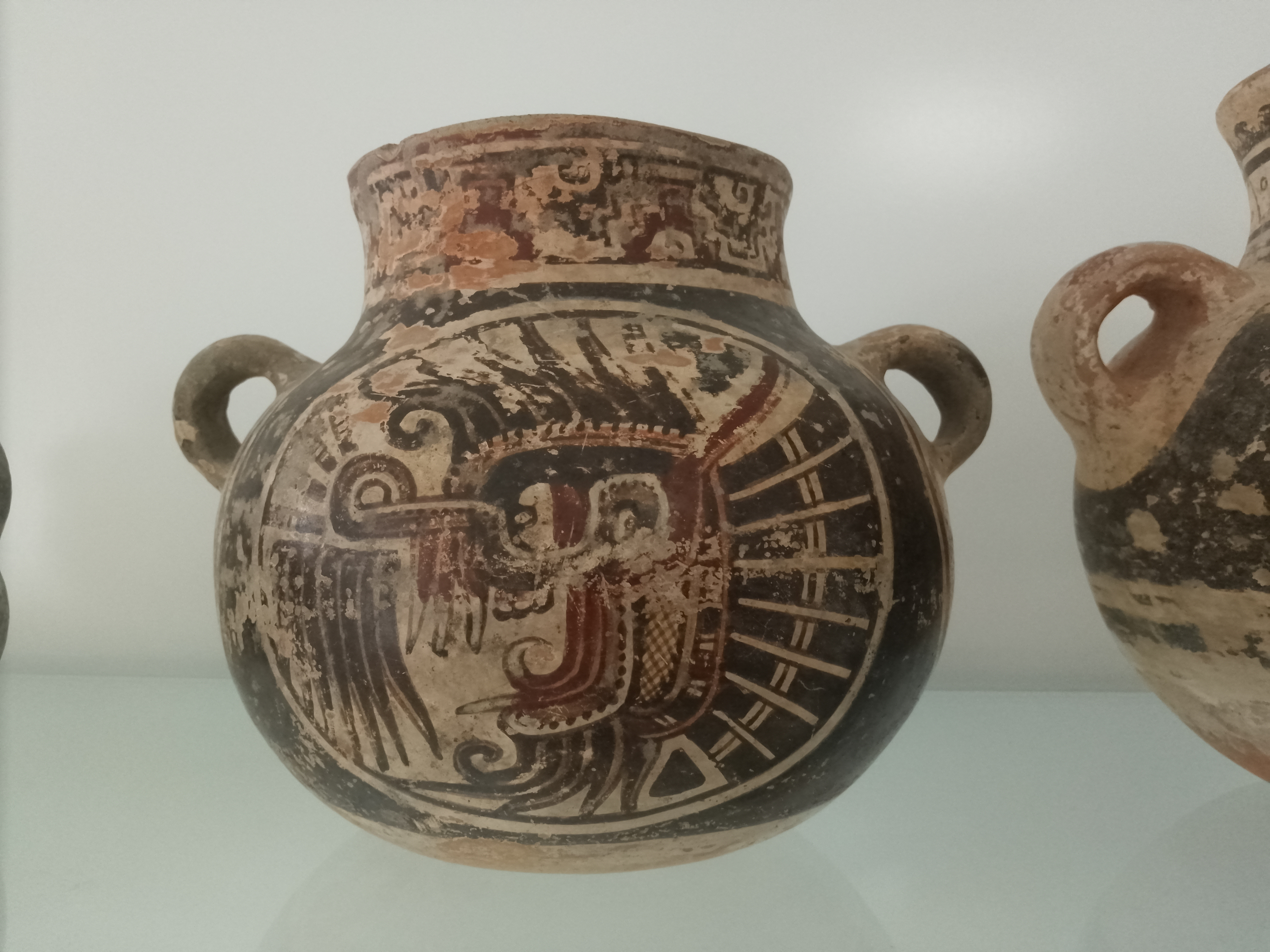
Represantación de un ave mitíca en una vasija del periodo clásico.

Según el mito lenca, Cacalote un ave parecida al zopilote, es considerado el descubridor del maíz. Se dice que durante la cosecha, tiene la costumbre de sustraer mazorcas de los bultos y esconderlas en cuevas. Cuando el maíz escasea, el ave las recupera para alimentarse. Esta historia lo convierte en un guardián del grano y símbolo del ciclo de abundancia y escasez. En la cosmovisión Lenca, Cacalote no solo es un simple animal, sino una figura enigmatica  que trajo uno de los alimentos más importantes para la humanidad.

### El Cusuco y el Tacuacín
Según la leyenda estos dos animales (un armadillo y una zarigüeya)  se les tiene como descubridores de las nubes. No queda muy claro ciertos aspectos de esta leyenda pero se dice que un día ambas criaturas cuando estaban escarbando, se encontraron por casualidad con las nubes encerradas en unas tinajas de barro de origen divino y cuando las quebraron, liberaron a los nubes y se apropiaron de ellas, pero, al darse cuenta los dioses de este acontecimiento, los capturaron y se las quitaron.

### Comizahual
La leyenda de la Comizahual (o Comizahuatl) habla de una matriarca que se dice que apareció alrededor de unos cuantos siglos antes de la conquista de América, posiblemente durante el periodo Postclásico mesoamericano, la cual es representada con una figura Zoomórfica similar a un jaguar y en su forma humana es representada como una mujer de piel y cabellera blanca, es descrita como una persona hábil como guerrera y sabia como líder. Esta mujer guio y enseñó algunos nuevos conocimientos sobre agricultura y guerra a los Lencas que empezaron a implementar durante los siguientes años. Cumplida su misión, repartió las tierras entre tres varones según algunas versiones estos fueron sus hijos, en otras sus hermanos, a quienes dejó instrucciones para el tratamiento de sus vasallos, después de eso, la matriarca desapareció.
Dentro de los descritos sobre el físico de la Comizahual, algunos interpretaron que se trate de la descripción una persona blanca, que llegó al continente, tratándose de un contacto precolombino entre europeos y americanos similar a la de los exploradores vikingos con los nativos de lo que hoy es Canadá, no obstante hay poca evidencia de la llegada de europeos a Mesoamérica antes de Colon. La mayoría de académicos ha dicho que se cree que podría tratarse de la interpretación de una persona con albinismo.

## Deidades

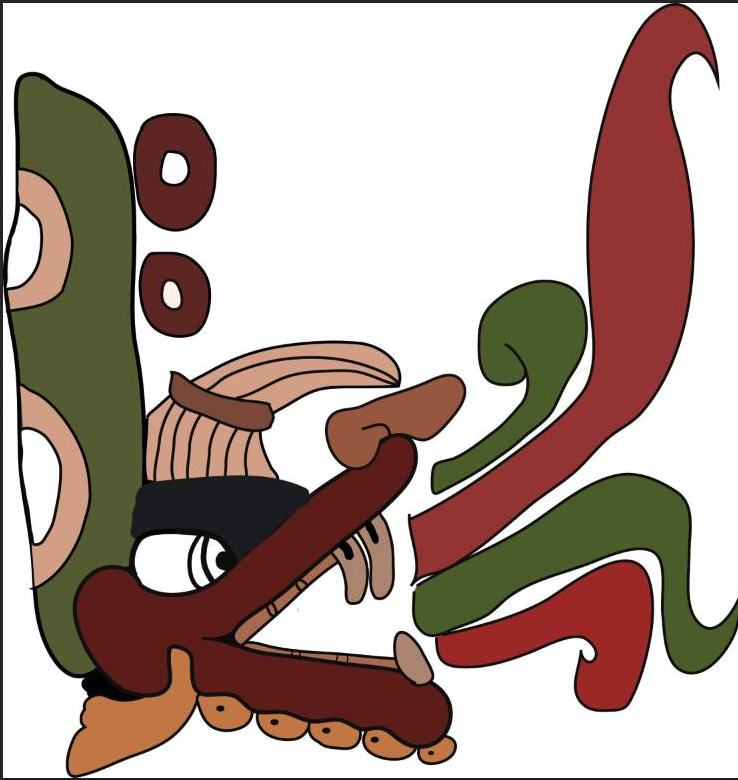
Posible representación de la deidad Managuara, encontrada en una urna actualmente expuesta en el museo del Banco Atlántida.

La religión Lenca similar a las del resto del área mesoamericana era politeísta y por ende tenía un sinnúmero de deidades en su panteón de dioses, sin embargo sobrevivieron pocos registros detallados sobre todos ellos así como de varios aspectos de la fe autóctona de esta etnia, sin embargo de los que aún se tiene registro sonː

### Itanipuca
Se puede decir que esta fue la deidad más importante del pueblo Lenca, era conocido como "el gran padre", estuvo relacionado con el cielo y el movimiento de las estrellas y la posición de las constelaciones en la bóveda celeste, para los pueblos mesoamericanos era importante este elemento dentro de su cosmología pues la astronomía formaba parte esencial de su cosmovisión, por ende se dice que fue la deidad principal el panteón. De manera similar a otras religiones politeístas como monoteístas, este se le podría adjudicar como la deidad celestial o primordial para los Lencas.

### Ilanguipuca
Conocida como la "Gran madre", pareja de Itanipuca, está relacionada con la tierra, sus bosques, ríos, y lagos, también tuvo relación con la fertilidad de los cultivos, ella junto a Itanipuca son los creadores del mundo.

### Icelaca

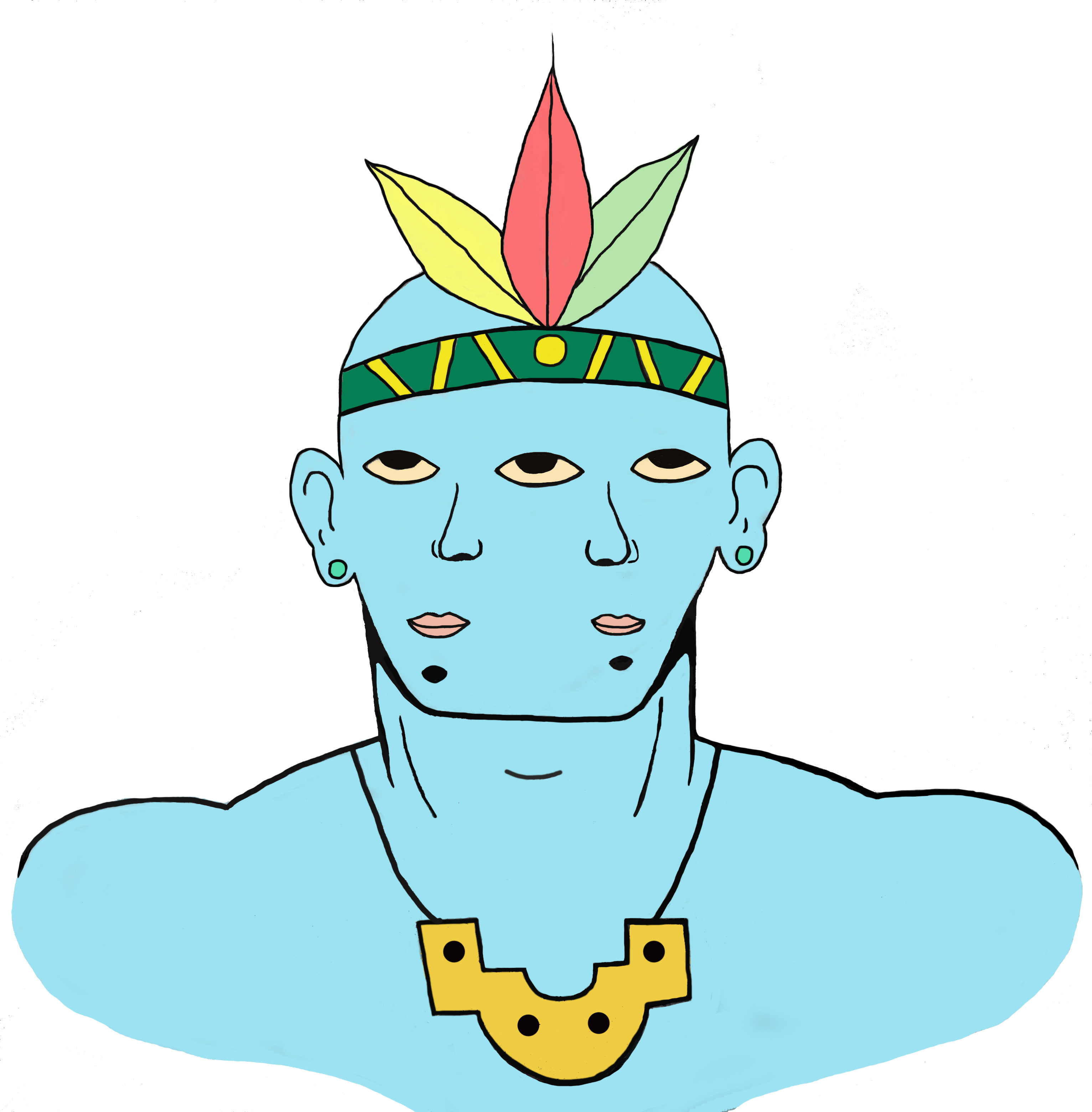
Recreación hipotética de Icelaca acorde las descripciones encontradas gracias a los cronistas españoles y algunos antropólogos.

Fue otra importante deidad porque estuvo relacionado con el concepto del tiempo, debido a esto es que posiblemente también tuvo relación con sucesos como el cambio de las estaciones del año, por este motivo es posible que en pasado algunos le adjudicaran la existencia de sucesos como Huracanes y tormentas. Por este motivo se teoriza que esta entidad pudo haber compartido algunos elementos similares con el dios Chaac maya o el Tlaloc mexica aunque no hay suficiente evidencia para afirmarlo. 
Se tiene registro que los Lencas lo llamaban "el señor del tiempo" y es considerada la deidad mejor documentada del pueblo Lenca en visto que la menciona el cronista español Diego García de Palacio, en su Descripción de la Provincia de Guatemala de 1576, relata que en Sesori observó como circuncidaban a 4 jóvenes de unos doce años, cuya sangre era puesta sobre una representación de esta deidad que tenía forma redonda con dos caras llenas de ojos (para ver el pasado y el futuro), y a la que también se le sacrificaban venado, gallinas y conejos; a lo que el cronista Antonio de Herrera añade que también se le sacrificaba perros que no ladran y pavos, y se le ofrecía en autoacrificio la sangre la lengua y las orejas, y que la representación de la deidad era una piedra grande de tres puntas con un rostro deforme en cada una. 
Así mismo, Anne Chapman en su libro Los hijos del copal y la candela de 1992, menciona que unos indígenas de la aldea de Manazapa (departamento hondureño de Intibucá) le refirieron que tenían una deidad de dos caras que veía el pasado, presente y futuro, a la que le hacían composturas (ritos domésticos y agrarios), y estos en el pasado se degollaban personas y regaban con su sangre la representación de la deidad mientras tocaban tambores (adornados con plumas de quetzal) y caracoles.
Según refiere la escritora salvadoreña María de Baratta en su obra Cuzcatlán Típico de 1951, con base en lo que Aquilino Argueta recogió de los ancianos indígenas de Torola, bajo la deidad de la lluvia (que a veces se manifestaba como una serpiente) había unos espíritus o genios que personificaban los cerros, a quienes se les pedía por una buena lluvia, y a los que un sacerdote (cuyo título era misilán) sacrificaba pavos, para luego recoger en un vaso o jarro la sangre del animal y después verterlo sobre una laguna qué había antes por Torola.

### Managuara
Se desconoce su rol principal, pero se apunta que era representativa del conocimiento, es la deidad responsable de la creación del Hombre dotándole así de conciencia. No hay mucho registro de ella aunque algunos teorizan que este ente dentro de la religión autóctona Lenca  podría haber compartido algunas características con el Kukulkan Maya o Quetzalcoatl Mexica.

## Rituales religiosos

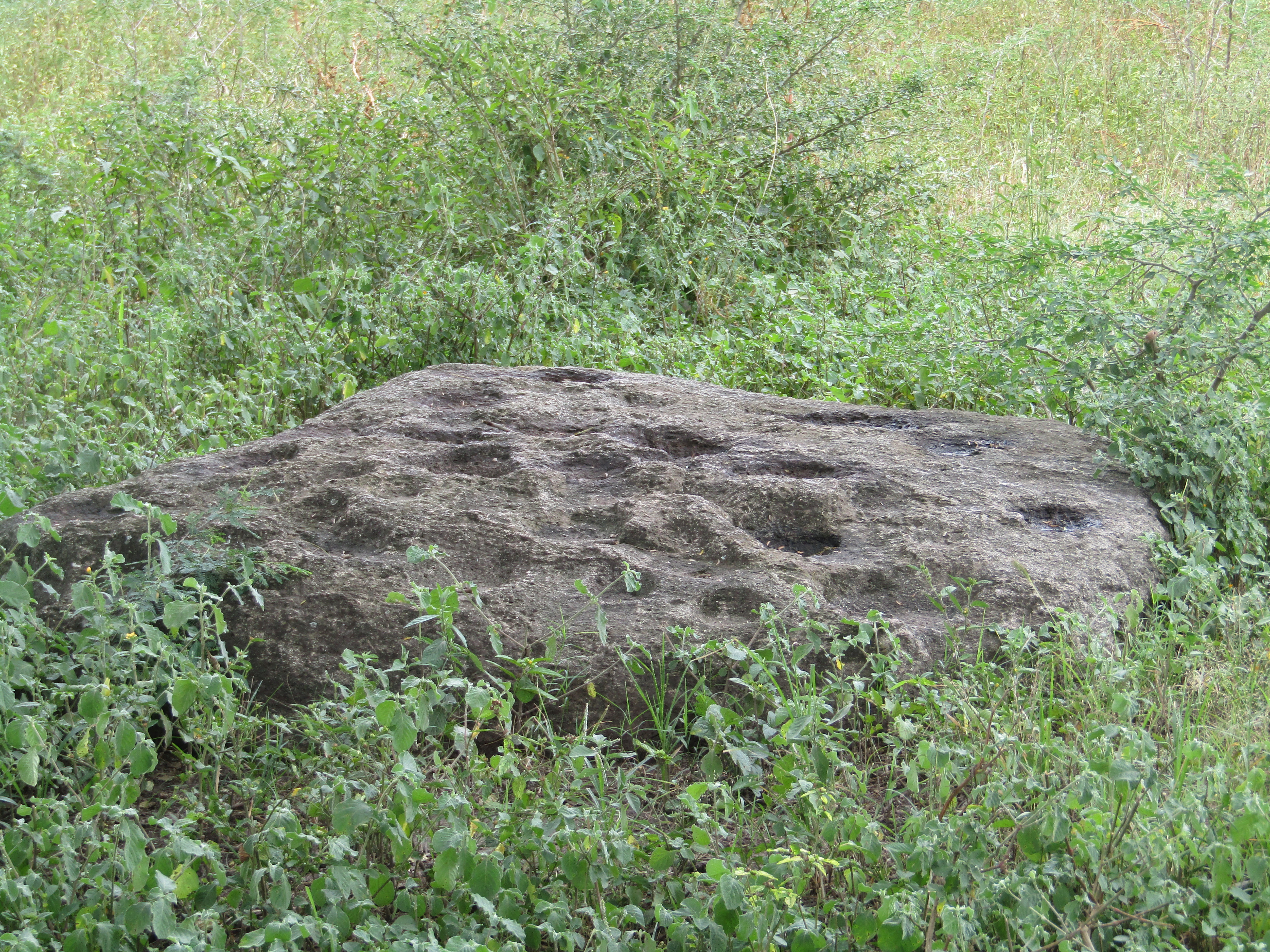
La denominada "piedra del sacrificio" localizada en el sitio de El Chircal, se cree que fue utilizada para moler los frutos para celebrar un ritual religioso.

El pueblo Lenca al haber estado dentro de la influencia mesoamericana estos lograron adoptar muchas costumbres similares del nahualismo. Se dice que los Lencas tuvieron ciertos ritos muy relacionados con los sacrificios de animales y personas realizados solamente en momentos específicos hechos para pedir favores a los dioses como mejoras en la cosecha, buen clima, o también para celebrar una victoria militar.  
En el temas de las prácticas religiosas diarias se sabe que las mujeres jugaron un importante papel en el denominado chamanismo, se cree que todas las mujeres de esta etnia lo practicaban en menor o mayor medida antes de la llegada de los españoles. Debido a esto es posible que la casta sacerdotal estuviera compuesta en parte por varias mujeres dando a entender que esta tenía un rol de mayor importancia en la sociedad Lenca antes de la conquista.  
Se sabe que existieron rituales que se realizan para agradecer a la diosa Ilangipuca, al maíz, bendecir la construcción de una nueva casa, etc. También puede que hayan habido rituales dedicados a los seres sobrenaturales que pueden traer la lluvia, los vientos, la fertilidad de la tierra, para remover los males y atraer a los guardianes de los recursos naturales como los ríos, bosques, flora y fauna.  